# Runa Greiner
Runa Greiner (1º gennaio 1996) è un'attrice tedesca.

## Biografia
È diventata nota a un pubblico più vasto nel ruolo di Meike nei film Fuck you, prof!, e nei suoi sequel Fuck you, prof! 2 e Fuck you, prof! 3. Inoltre, nel 2012 è stata premiata come migliore attrice in Augen zu per il ruolo di Monette al Festival La Cabina di Valencia. 
Dal 2020 studia recitazione alla Babelsberg Konrad Wolf Film University.

## Filmografia

### Cinema
- Augen zu, regia di Julia Ziesche (2011)
- Großstadtklein, regia di Tobias Wiemann (2013)
- Fuck you, prof!, regia di Bora Dağtekin (2013)
- Besser als Nix, regia di Ute Wieland (2014)
- Fuck you, prof! 2, regia di Bora Dağtekin (2015)
- Bibi & Tina: Mädchen gegen Jungs, regia di Detlev Buck (2016)
- Fuck you, prof! 3, regia di Bora Dağtekin (2017)

### Televisione
- Willkommen auf dem Land - serie TV (2013)
- Hamburg Distretto 21 - serie TV (2015-2017)
- Es kommt noch besser - film TV - regia di Florian Froschmayer (2015)
- Charité - serie TV (2017)
- Blaumacher - serie TV (2017)
- Alles Isy - serie TV (2018)
- Wo ist die Liebe hin - film TV - regia di Alexander Dierbach (2020)
- Nächste Ausfahrt Glück - serie TV (2021-in corso)
- Tina mobil - miniserie TV (2021)
- Deutsches Haus - serie TV (2023)
- Maxton Hall - Il mondo tra di noi - serie TV (2024)

## Doppiatrici italiane
Nelle versioni in italiano delle opere in cui ha recitato, Runa Greiner è stata doppiata da
- Lucrezia Marricchi in Fuck you, prof!, Fuck you, prof! 2, Maxton Hall - Il mondo tra di noi